# الخدمة الجوية للجيش النيبالي
الخدمة الجوية للجيش النيبالي (بالنيبالية: नेपाली सैनिक विमान सेवा)‏ هو فرع الطيران العسكري للجيش النيبالي، والمعروف أيضًا باسم الجناح الجوي للجيش النيبالي (القوات الجوية الملكية النيبالية سابقًا). لا تمتلك نيبال قوة جوية منفصلة، إلا أن الجيش النيبالي يشغل عدة طائرات ضمن فرع طيران الجيش.

## تاريخ
تم تشكيل الخدمة الجوية للجيش النيبالي في الستينيات، لكنها أصبحت وحدة تابعة للقوات الجوية في عام 1979. ثم أصبحت مرة أخرى جزءًا من الجيش. تتمتع الخدمة بقدرات قتالية محدودة حيث لا يمكن تسليح سوى عدد قليل من طائرات الهليكوبتر. الهدف الرئيسي لعنصر الطيران هذا هو النقل وتحليق المظليين والمساعدة في حالة الطوارئ (مثل الكوارث الطبيعية). بصرف النظر عن اللواء الحادي عشر، أنشأت البلاد رحلة لكبار الشخصيات من مطار تريبهوفان، وتتمركز معظم الطائرات في كاتماندو وسورخيت وديبايال.[بحاجة لمصدر]
ومن عام 1996 إلى عام 2006، شهدت البلاد حربا أهلية ضد المتمردين الماويين الذين سعوا إلى الإطاحة بالملكية الدستورية وإقامة الجمهورية. وتزايدت هجماتهم منذ مذبحة العائلة المالكة عام 2001. أدى هذا التطور إلى الحاجة لطائرات هليكوبتر مسلحة. دخلت عدة أنواع من الطائرات الخدمة منذ ذلك الوقت:ميل مي-17 وM28 Skytruck وHAL Lancer وهال دروف . قامت المملكة المتحدة بتسليم طائرتين من جزر بريتن نورمان وطائرتين من طراز مي-17 بالمجان. وقررت الصين توريد شيآن إم إيه 60 (أحد مشتقات Y-7 ). اشترت نيبال أيضًا مروحيات إيروسباسيال ألويت الثالثة .[بحاجة لمصدر]
في نوفمبر 2014، تبرعت الهند بمركبة هال دروف كجزء من اتفاق استراتيجي. 

## الطائرات

### المخزون الحالي

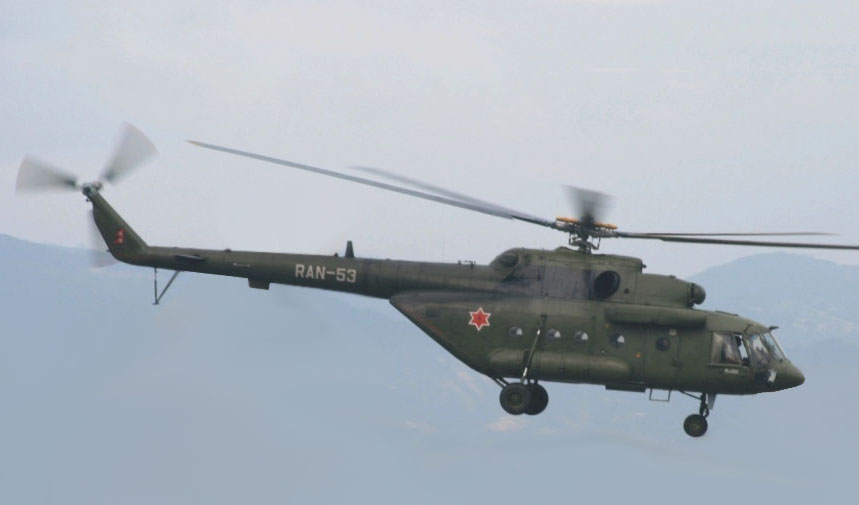
الجيش النيبالي ميل مي 171.

| الطائرات             | أصل              | يكتب              | البديل | في الخدمة | ملحوظات      |      |
| ينقل                 | ينقل             | ينقل              | ينقل   | ينقل      | ينقل         | ينقل |
| -------------------- | ---------------- | ----------------- | ------ | --------- | ------------ | ---- |
| بي زي إل إم-28       | بولندا           | ينقل              |        | 3         | 2 تحت الطلب. |      |
| بريتن نورمان ايلاندر | المملكة المتحدة  | ينقل              |        | 1         |              |      |
| كاسا/IPTN CN-235     | إندونيسيا        | ينقل              |        | 1         |              |      |
| طائرات هليكوبتر      |                  |                   |        |           |              |      |
| ميل مي-17            | روسيا            | جدوى              |        | 4         |              |      |
| هال دروف             | الهند            | فائدة / ريال      |        | 1         |              |      |
| يوروكوبتر إيه إس 350 | فرنسا            | فائدة خفيفة       |        | 2         |              |      |
| بيل 407              | الولايات المتحدة | جدوى              |        | 1         |              |      |
| أغستاوستلاند AW139   | إيطاليا          | نقل كبار الشخصيات |        | 1         |              |      |

## مدرسة تدريب الطيارين العسكريين
تمتلك الخدمة الجوية للجيش النيبالي مدرسة لتدريب طياري الطيران والمروحيات منذ عام 2004 ضمن اللواء رقم 11 وهي مدرسة تدريب طياري المروحيات الوحيدة في نيبال .[بحاجة لمصدر] توفر المدرسة التدريب باستخدام طائرات الهليكوبتر ميل مي-8 وبيل للمروحيات.[بحاجة لمصدر]
في عام 2019، اشترى الجيش النيبالي طائرتين للتدريب من طراز "بايبر آرتشر دي إكس.  وعلاوة على ذلك، يخطط الجيش لبدء مدرسة مخصصة لتدريب الطيارين داخل الجيش. ومن المتوقع أن تكون أول مدرسة طيران تقدم التدريب داخل البلاد. وهذه خطوة مهمة لأن ضباط الجيش النيبالي المتدربين كانوا يضطرون إلى الذهاب إلى بنغلاديش والهند لحضور دورات في الطيران. ومن خلال مدرسة التدريب الجديدة، يستطيع الجيش النيبالي توفير التدريب على الطيران لطلاب الضباط في البلاد نفسها. لم يتضح ما إذا كانت مدرسة الطيران المخطط إنشاؤها ستكون متاحة للمدنيين في المستقبل القريب.

## الحوادث
- في 27 فبراير 1970، تحطمت طائرة طيران نيبالية ملكية تابعة لشركة طيران هافيلاند كندا أثناء إقلاعها من مطار جومسوم مما أسفر عن مقتل أحد الركاب، ونجا ثلاثة ركاب وأحد أفراد الطاقم لكن الطائرة تم تشطيبها. [6]
- في 13 سبتمبر 1972، تحطمت طائرة دوغلاس دي سي-3 تابعة للقوات الجوية الملكية النيبالية عندما اصطدمت بخط كهرباء عالي التوتر أثناء رحلة في بانتشكال. مات جميع ركاب الطائرة البالغ عددهم 31 شخصًا. [7]
- في 30 ديسمبر 1985، تحطمت طائرة تابعة للجناح الجوي للجيش النيبالي شورت سي إس 7 سكاي فان في الغابة بالقرب من دانغادي مما أسفر عن مقتل جميع الجنود الـ 25 الذين كانوا على متنها. [8]
- في 10 يوليو 1991، تم تدمير جناح جوي للجيش النيبالي دي هافيلاند توين أوتر في طريقه من سورخيت إلى جوملا، مما أسفر عن مقتل 3 أشخاص عندما اصطدمت بأحد التلال. أظهر التحليل اللاحق أن مقياس الارتفاع أعطى قراءة غير صحيحة. [9]
- في 18 أكتوبر 2011، تحطمت طائرة تابعة للجيش النيبالي من طراز بريتن نورمان بي إن-2 أيلاندر كانت تقوم برحلة إسعاف من نيبالجونج إلى كاتماندو بالقرب من دورباتان، منطقة باجلونج واشتعلت فيها النيران. ولم ينج أي من الركاب الستة من الحادث. [10]
- في 30 مايو 2017، تحطمت طائرة تابعة للجيش النيبالي PZL M28 Skytruck (تسجيل NA-048) في مطار باجورا بينما كان الطيار يقوم بهبوط اضطراري بسبب سوء الأحوال الجوية. وكان من المفترض أن تهبط طائرة الشحن في مطار سيميكوت في منطقة هملا. لكن سوء الأحوال الجوية أجبر الطيار على التحول نحو باجورا. توفي الطيار وأصيب اثنان آخران. [11]